# Karaağaç, Gömeç
Karaağaç là một thị trấn thuộc huyện Gömeç, tỉnh Balıkesir, Thổ Nhĩ Kỳ. Dân số thời điểm năm 2010 là 2.246 người.